# Elvira Berndorff
Elvira Berndorff (geboren als Elvira D. um 1934; gestorben am 27. Juli 2018 in Düsseldorf) war ein deutsches Model, Schauspielerin, Fotografin und Malerin. Sie war eine Hauptdarstellerin in dem 1968 erschienenen Horror- und Exploitationfilm Im Schloß der blutigen Begierde.

## Werdegang
Elvira Berndorff nahm Mitte der 1950er Jahre an dem Schönheitswettbewerb Miss Germany teil und erreichte den zweiten Platz. Darauf folgten einige kleinere Engagements als Fotomodell. Sie begab sich nach Paris und versuchte dort Fuß zu fassen. Nach einem fruchtlosen Versuch, bei der Vogue engagiert zu werden, wurde sie von dort an die Modellagentur von Dorian Leigh verwiesen. Binnen weniger Monate wurde Berndorff eines der gefragtesten Models der Stadt. Otto Preminger wurde auf sie aufmerksam und verschaffte ihr 1957 eine kleine Nebenrolle in seinem Film Bonjour Tristesse, doch ihr mit dem gemeinsamen Sohn in Düsseldorf zurückgebliebener Ehemann verweigerte seine Zustimmung für die weitere Tätigkeit als Filmschauspielerin. Unzufrieden mit den eingeschränkten Möglichkeiten der Arbeit in Europa ging Berndorff für vier Jahre nach New York City, um mit Fotografen wie Bert Stern, Richard Avedon und Irving Penn zu arbeiten und bei Lee Strasberg am Actors Studio Unterricht zu nehmen. Berndorff arbeitete weiter als Fotomodell, Aufnahmen erschienen in dem französischen Magazin Marie Claire, auf dem Cover der Januar-Ausgabe 1962 der spanischen Zeitschrift Fotogramas, anderen Zeitschriften, auf Kalendern und als Pin-ups.
1968 spielte Berndorff unter dem Regisseur Adrian Hoven eine Hauptrolle in dem Horror- und Exploitationfilm Im Schloß der blutigen Begierde. Später bezeichnete sie diese Rolle als „Ausrutscher“, der aber „Spass gemacht“ habe.
Ende der 1950er Jahre hatte Berndorff zu fotografieren begonnen, zunächst nur als Hobby. Nach ihrem Aufenthalt in den Vereinigten Staaten wurde daraus ein Beruf, sie erstellte Bildberichte aus Haiti, Brasilien und der Karibik und Foto-Essays über Künstler wie Miguel Berrocal und João Charters de Almeida. Ihre künstlerischen Arbeiten wurden als Struktur-Fotografien bezeichnet, daneben fertigte sie Fotoserien, die an die Arbeiten Duane Michals’ erinnern. Sie genoss in der Fachwelt große Anerkennung, mehrmals wurde sie von Fachzeitschriften ausführlich porträtiert. Berndorff lebte für lange Zeit in Frankreich, unterhielt als Malerin und Fotografin ein eigenes Atelier und verkehrte in der Pariser Kunstszene.
In Frankreich hatte Berndorff seit den 1970er Jahren eine Anhängerschaft, die ihr nicht wegen ihrer Filmrolle und ihrer künstlerischen Tätigkeit, sondern wegen ihres Engagements in Bereichen wie Astrologie und Schamanismus folgte. 2008 veröffentlichte der in Frankreich populäre Astrologe Jacques Halbronn lange Interviews mit Berndorff, in denen sie sich über Astrologie und Schamanismus äußerte.
Elvira Berndorff hatte zwei Geschwister und einen 1953 geborenen Sohn, lebte aber zuletzt sehr zurückgezogen in ihrer Düsseldorfer Wohnung. 2004 starb ihre vermögende Mutter, um die sie sich bis zuletzt gekümmert hatte. Im Juli 2018 erhielt sie Besuch von ihrem drei Jahre jüngeren Bruder, einem in Venezuela lebenden Geschäftsmann. Es kam wiederholt zum Streit, dabei ging es neben dem Alkoholkonsum des Bruders auch um die endgültige Aufteilung des Erbes der Mutter. Elvira Berndorff wurde am Abend des 27. Juli 2018 von ihrem Bruder während eines Streits mit einer Weinflasche erschlagen.
Der Anwalt des Bruders machte geltend, dass sein Mandant von Berndorff angegriffen worden sei und die Angreiferin in ihrem religiösen Wahn so aggressiv gegen ihn vorgegangen sei, dass er sich in Notwehr verteidigen musste. Der Täter wurde im Februar 2019 vom Landgericht Düsseldorf wegen eines minder schweren Falls des Totschlags zu einer Freiheitsstrafe von drei Jahren und zehn Monaten verurteilt.

## Filmografie
- 1958: Bonjour Tristesse (Nebenrolle)
- 1968: Im Schloß der blutigen Begierde